# Никольский Гостинопольский монастырь
Нико́льский Гостинопо́льский монастырь — бывший православный монастырь на территории Бережковского сельского поселения Волховского района Ленинградской области.

## География
Был расположен на правом берегу реки Волхов к югу от деревни Вельца, ныне на территории посёлка Волхов.

## История
Точная дата основания монастыря не известна, об официальном основании монастыря можно говорить только, что основан он не позднее XV века. В доказательство, висевшем на колокольне колоколе Никольской церкви было написано: «Въ лѣто 1475 слитъ колоколъ Святому Николѣ, повелѣніемъ архіепископа Новгородского Ѳеофила, при великомъ князѣ Иванѣ Васильевичѣ. Мастеръ Микула», из этого следует что монастырь основан не позднее 1475 года.
В 1610 году в монастыре располагались русские войска, освобождавшие Староладожскую крепость от французских наёмников. 
Монастырь состоял из двух церквей: каменной Никольской и деревянной Троицкой церкви.
Никольский храм представлял собой небольшую монастырскую церковь — внутреннее пространство было «сжато» до придела. Храм имел одну грушевидную главу, поддерживаемую четырьмя столбами. Стройный лаконичный силуэт Никольской церкви, доминировал в застройке правого берега Волхова, был своего рода ориентиром для всех судов, подходивших к Волховским порогам.
Троицкая церковь была деревянная, упоминается с 1582 года, перестраивалась в последний раз в 1749 году при настоятеле монастыря Иосифе Шарове.

НИКОЛЬСКИЙ — погост при реке Волхове, число дворов — 5, число жителей: 11 м. п., 16 ж. п.; Церквей православных две (1862 год)

Согласно данным переписи населения СССР 1926 года в селе Никольский Погост Волховского сельсовета Пролетарской волости Волховского уезда проживали 26 человек — все русские.
- Село Никольский Погост. 1941 год

Согласно топографической карте РККА 1941 года село Никольский Погост насчитывало 5 дворов.
В 1942 году Никольская церковь была взорвана, Троицкая — утрачена после войны.
Иконы Гостинопольского монастыря хранятся в фондах Русского музея, Третьяковской галереи и в частных собраниях за рубежом, а фрески – в Староладожском музее. На территории монастырского кладбища похоронены известные представители дворянского рода фон Моллеры.
В настоящее время — урочище Никольский погост.